# Valley Forge (película)
Valley Forge es un telefilme de 1975 adaptado de la obra de Broadway de Maxwell Anderson sobre la Guerra de Independencia de los Estados Unidos en Valley Forge, Pensilvania, aunque parte de la película fue filmada en Canadá. Esta película fue dirigida por Fielder Cook y protagonizada por Richard Basehart, quien interpreta al general George Washington.  
El argumento trata en parte del plan secreto para escapar Valley Forge de unos hombres desesperados por dejar atrás las terribles condiciones del invierno. La película, de 75 minutos, omite el personaje principal femenino, Mary Philipse.